# Khanato di Zanjan
Il khanato di Zanjan è stato un khanato del XVIII e del XIX secolo con sede a Zanjan. Fu uno dei Khanati situati nell'Azerbaigian storico e rimase semi-indipendente per 63 anni.

## Elenco dei Khan
- Zulfaqar Khan Afshar (1747-1780)
- Ali Khan Afshar (1780-1782)
- Abdullah Khan Afshar (1782-1797)
- Amanullah Khan Afshar (1797-1810)